# Campionati dei quattro continenti di pattinaggio di velocità 2025
I campionati dei quattro continenti di pattinaggio di velocità 2025 sono stati la 5ª edizione della competizione organizzata dall'International Skating Union. Si sono svolti dal 15 al 17 novembre 2024 a Hachinohe, in Giappone

## Partecipanti
Hanno preso parte alle competizioni 113 pattinatori, in rappresentanza di 9 distinte nazioni.
- Canada
- Cina
- Taipei cinese
- Colombia
- Giappone

- Kazakistan
- Nuova Zelanda
- Corea del Sud
- Stati Uniti

## Podi

### Uomini
| Evento       | Oro                                                 | Tempo   | Argento                                              | Tempo   | Bronzo                                           | Tempo   |
| 500 m        | Jordan Stolz                                        | 34.47   | Laurent Dubreuil                                     | 34.68   | Tatsuya Shinhama                                 | 34.82   |
| 1000 m       | Jordan Stolz                                        | 1:08.04 | Tatsuya Shinhama                                     | 1:08.38 | Laurent Dubreuil                                 | 1:09.04 |
| 1500 m       | Jordan Stolz                                        | 1:44.45 | Ning Zhongyan                                        | 1:45.84 | Taiyo Nonomura                                   | 1:46.01 |
| 5000 m       | Graeme Fish                                         | 6:18.06 | Riku Tsuchiya                                        | 6:23.40 | Seitaro Ichinohe                                 | 6:24.11 |
| Mass start   | Vitaliy Chshigolev                                  | 62 pts  | David La Rue                                         | 54 pts  | Hayden Mayeur                                    | 22 pts  |
| Team sprint  | Austin Kleba Cooper McLeod Zach Stoppelmoor         | 1:19.43 | Deng Zhihan Lian Ziwen lLiu Bin                      | 1:19.78 | Laurent Dubreuil Anders Johnson Yankun Zhao      | 1:20.32 |
| Team pursuit | Stati Uniti Ethan Cepuran Emery Lehman Jordan Stolz | 3:43.13 | Giappone Seitaro Ichinohe Shomu Sasaki Riku Tsuchiya | 3:44.47 | Canada Ted-Jan Bloemen Connor Howe Hayden Mayeur | 3:47.43 |

### Donne
| Evento       | Oro                                              | Tempo   | Argento                                       | Tempo   | Bronzo                                             | Tempo   |
| 500 m        | Erin Jackson                                     | 38.16   | Kurumi Inagawa                                | 38.26   | Kim Min-sun                                        | 38.30   |
| 1000 m       | Brittany Bowe                                    | 1:15.65 | Nadezhda Morozova                             | 1:17.16 | Kimi Goetz                                         | 1:17.23 |
| 1500 m       | Miho Takagi                                      | 1:54.86 | Han Mei                                       | 1:56.53 | Ivanie Blondin                                     | 1:57.99 |
| 3000 m       | Momoka Horikawa                                  | 4:06.91 | Isabelle Weidemann                            | 4:08.03 | Ivanie Blondin                                     | 4:08.09 |
| Team pursuit | Cina Ahenaer Adake Jin Wenjing Yang Binyu        | 3:02.20 | Giappone Rin Kosaka Hana Noake Yuka Takahashi | 3:04.02 | Corea del Sud Kim Yoon-ji Jeong Yu-na [[]]         | 3:12.28 |
| Team sprint  | Ivanie Blondin Carolina Hiller Béatrice Lamarche | 1:27.87 | Kim Min-ji Kim Min-sun Lee Na-hyun            | 1:29.26 | Nadezhda Morozova Kristina Silaeva Darja Vazhenina | 1:30.36 |
| Mass start   | Ivanie Blondin                                   | 63 pts  | Mia Manganello                                | 41 pts  | Park Ji-woo                                        | 20 pts  |

## Medagliere
| Posiz. | Nazione       | Oro | Argento | Bronzo | Totale |
| ------ | ------------- | --- | ------- | ------ | ------ |
| 1      | Stati Uniti   | 7   | 1       | 1      | 9      |
| 3      | Canada        | 3   | 3       | 6      | 12     |
| 2      | Giappone      | 2   | 5       | 3      | 10     |
| 4      | Cina          | 1   | 3       | 0      | 4      |
| 5      | Kazakistan    | 1   | 1       | 1      | 3      |
| 6      | Corea del Sud | 0   | 1       | 3      | 4      |
| Totale | Totale        | 14  | 14      | 14     | 42     |